# Ctenidium capillifolium
Ctenidium capillifolium är en bladmossart som beskrevs av Brotherus 1908. Ctenidium capillifolium ingår i släktet Ctenidium och familjen Hypnaceae. Inga underarter finns listade i Catalogue of Life.